# Список улиц Архангельска

Список улиц, переулков, площадей, проспектов, проездов, тупиков, набережных Архангельска.
| # А Б В Г Д Е Ё Ж З И К Л М Н О П Р С Т У Ф Х Ц Ч Ш Щ Э Ю Я |

## 0-9
- 1 Линия, переулок. Находится на острове Хабарка.
- 1 Линия, улица. Находится в микрорайоне Первых пятилеток, перпендикулярно ул. Малиновского.
- 1 Рабочий квартал — см. Первый Рабочий квартал.
- 1-й переулок. Находится в Маймаксанском округе (завод «Лесосплавмаш»).
- 1-й (Л/Б 19) переулок
- 1-й (Л/З 14) переулок
- 1-я улица. Находится на Левобережье в Исакогорском округе, перпендикулярна проспектам Северному и Новому.
- 100 Дивизии улица. Названа в 1968 году в честь 100-й стрелковой Львовской дивизии, которая была сформирована в 1942 г. из жителей Архангельской и Вологодской областей и Коми АССР. Находится в микрорайоне Исакогорской лесобазы. Параллельна ул. Пограничной. Её продолжение в сторону железной дороги — улица Озёрная.
- 12 Печенгской Краснознамённой бригады морской пехоты сквер. Расположен в Маймаксе. Назван в 2000 году в честь 12-й бригады морской пехоты Северного флота, сформированной в августе-сентябре 1941 г. в Архангельске на базе личного состава Северного флота и из жителей области.
- 2 Линия, переулок. Находится на острове Хабарка.
- 2 Линия, улица. Находится в микрорайоне Первых пятилеток, перпендикулярно ул. Малиновского.
- 2 Линия в Соломбале — переименована в Арктическую улицу.
- 2 Рабочий квартал — см. Второй Рабочий квартал.
- 2-й переулок. Находится в Маймаксанском округе (завод «Лесосплавмаш»).
- 2-й проезд — см. Второй проезд (Кузнечёвский промузел).
- 2-я улица. Находится на Левобережье (Исакогорский округ), перпендикулярна проспектам Северному и Новому.
- 23 Гвардейской Дивизии улица. Названа в 1974 году в честь 23-й гвардейской стрелковой Дновско-Берлинской Краснознамённой дивизии.
- 263 Сивашской Дивизии улица. Названа в 1985 году в честь 263-й стрелковой Сивашской дивизии, сформированной в Архангельске в июле 1941 г. Находится в микрорайоне исакогорской дамбы, перпендикулярна ул. Вычегодской.
- 3 Линия, переулок. Находится на острове Хабарка.
- 3 Линия, улица. Находится в микрорайоне Первых пятилеток, перпендикулярно ул. Малиновского.
- 3-й переулок. Находится в Маймаксанском округе (завод «Лесосплавмаш»).
- 3-я улица. Находится на Левобережье в Исакогорском округе, перпендикулярна проспектам Северному и Новому.
- 4 Линия СВ, переулок. Находится на острове Хабарка.
- 4 Линия СЛ, переулок. Находится на острове Хабарка.
- 4 Линия, улица. Находится в микрорайоне Первых пятилеток, перпендикулярно ул. Малиновского.
- 4 км улица
- 4-й (Лесной порт) переулок. Находится в Маймаксанском округе (завод «Лесосплавмаш»).
- 4-я улица. Находится на Левобережье в Исакогорском округе, перпендикулярна проспектам Северному и Новому. Бывший посёлок того же названия.
- 40 лет Великой Победы улица. Находится в микрорайоне Первых пятилеток (Северный округ).
- 5 Авиаполка улица. Находится на Кегострове возле аэродрома. Бывшая Февральская улица, переименована в 1974 г. в честь Пятого отдельного авиаполка Гражданского воздушного флота, сформированного в ноябре 1942 г. на базе Северного особого авиаотряда ГВФ из архангельских авиаторов.
- 5 Линия, переулок. Находится на острове Хабарка.
- 60-летия Октября площадь. Бывшая Привокзальная площадь, переименована в 1977 году[1]. Находится у железнодорожного вокзала в Привокзальном микрорайоне (Ломоносовский округ), на пересечении улицы Воскресенской и проспекта Дзержинского.
- 7-й переулок
- 70-летия Октября улица. Находится в районе Нижней Повракулы, пересекается с улицами Биржевой и Центральной.
- 8-е Марта улица — см. Восьмое Марта улица.
- 8-й переулок — см. Восьмой переулок.
- 8-й проезд — см. Восьмой проезд (Кузнечёвский промузел).

## А
- Абрамова улица — см. Фёдора Абрамова улица.
- Авиационная улица, бывший посёлок Талаги, переименованный в улицу в 1980 г.[2], основная улица микрорайона Талажского авиагородка (возле архангельского аэропорта).
- Адмирала Кузнецова улица (прежнее название — Полярная), переименована в 1983 г.[3] в честь Адмирала Флота Советского Союза Н. В. Кузнецова, уроженца Котласского района Архангельской области. Одна из центральных улиц Соломбалы. Пересекает улицы Маяковского, Красных партизан, Кедрова и Мещерского. Начинается от улицы Терёхина и идёт в сторону Маймаксы.
- Адмирала Макарова улица. Находится в Исакогорском округе. Название получила в 1968 г.[4], объединив бывшие улицы Школьную и Путейцев, а также Военный городок и посёлок ДОК-1. Кроме того, в 1980 году в состав улицы был включен бывший посёлок Березник. Названа в честь русского адмирала и полярного исследователя С. О. Макарова (1849—1904).
- Адмирала Нахимова улица. См. Нахимова улица.
- Адмиралтейская улица. Бывшая нечётная сторона Краснофлотской улицы (см.), является набережной реки Соломбалки. Переименована в 1983 г.[3], название связано с тем, что улица в своё время начиналась возле Соломбальских адмиралтейских предприятий. Соломбальский округ.
- Азовская улица. Находится в Маймаксанском округе.
- Александра Грина улица (также Грина улица; прежнее название — Новая), переименована в 1968 г.[4] Названа в честь русского писателя А. С. Грина (1880—1932), который в 1910—1912 гг. был в ссылке в Архангельской губернии — жил в Пинеге, затем на Кегострове и в Архангельске. Улица находится на Кегострове, в Октябрьском округе.
- Александра Петрова улица (также Петрова улица; прежнее название — Октябрьская в Соломбале), переименована в 1968 г.[4] Названа в честь А. К. Петрова (1875—1935), участника революции, архангельского общественно-политического деятеля. Находится в Соломбальском округе, пересекается с улицами Физкультурников и Маслова.
- Аллейная улица. Находится на Бакарице в Исакогорском округе параллельно улице Макарова. Название получила в 1958 г.
- Антикайнена улица. Прежнее название — Октябрьская на Кегострове, переименована в 1962 году в честь Тойво Антикайнена, финского и советского политического деятеля, погибшего в 1941 г. в авиакатастрофе близ Архангельска. Находится на Кегострове.
- Арктическая улица. Бывшая Вторая линия в Соломбальском округе, переименована в 1948 году[5].
- Арманд улица, см. Инессы Арманд улица.

## Б
- Бабушкина М. С. улица. Находится в микрорайоне Маймаксанской судоверфи (Соломбальский округ), проходит параллельно улицам Маймаксанской и Леваневского. Названа в 1974 г.[6] в честь полярного лётчика, Героя Советского Союза М. С. Бабушкина (1893—1938), погибшего в авиакатастрофе вблизи Архангельска. Ранее существовала набережная Бабушкина на Кегострове.
- Бадигина проезд, см. К. С. Бадигина проезд.
- Байкальская улица. Названа в 1959 году в честь озера Байкал. Находится в Маймаксанском округе, пролегает параллельно улице Сольвычегодской.
- Балтийская улица. Названа в 1959 году в честь Балтийского моря. Расположена в Соломбале между улицами Усть-Двинской и Мещерского.
- Банковский переулок. Очень короткая улица в центре города. До сооружения здания Облсовпрофа имел выход на Троицкий проспект. Название с начала XIX века, связано с банком, находившимся в доме, купленном в 1819 году у наследников купца Якова Ваганова, записавшегося в посад в 1779 году. По фамилии купца переулок в течение некоторого времени назывался Вагановским. С 1984 по 1991 годы переулок носил имя братьев Сибирцевых, учёных, уроженцев Архангельска: почвоведа Н. М. Сибирцева (1860—1900) и историка Ю. М. Сибирцева. Историческое название восстановлено в 1991 г.[7]
- Банный 1-й переулок и Банный 2-й переулок. Находятся в Соломбальском округе. Начинаются от улицы Валявкина, лежат в направлении улицы Закемовского. Названия происходят от соломбальского острова Банного.
- Баренца улица. Названа в 1968 году в честь голландского мореплавателя Виллема Баренца (ок. 1550—1597). Расположена в микрорайоне Экономия.
- Бассейная (иногда Бассейновая) улица. Название дано в 1958, ранее была без названия. Находится в Исакогорском округе, в микрорайоне ЛДК-4.
- Баумана улица. Находится в микрорайоне Маймаксанской судоверфи. Пролегает от Маймаксанского шоссе до Маймаксанской улицы. Названа в 1955 г. в ознаменование 50-летия со дня гибели российского революционера Н. Э. Баумана (1873—1905).
- Белогорская улица. Бывшая деревня Белая Гора, переименована в улицу в 1978 году[8]. Находится в округе Варавино-Фактория, пролегает от Ленинградского проспекта к грузовому речному порту.
- Беломорская улица. Прежние названия — Шаровая, Шотландская. Расположена в центре Соломбалы. Названа по Белому морю.
- Беломорской Флотилии улица. Находится в Соломбальском округе, выделена в 1987 году[9] из части улицы Терёхина от набережной Г. Седова до Никольского проспекта. Названа в честь Беломорской военной флотилии.
- Бергавинова улица. Прежнее название — улица Бумажников — связано с сооружением сульфат-целлюлозного комбината. Находится в микрорайоне Первых пятилеток (Северный округ). Переименована в 1974 году[6] в честь С. А. Бергавинова (1899—1938), советского партийного деятеля, бывшего первого секретаря Северного крайкома ВКП(б).
- Береговая улица. Бывшая Набережная (Кегостров, Октябрьский округ). Переименована в 1968 году[10], чтобы избежать повторяющихся названий.
- Биржевая улица. Бывший 1-й проезд, переименована в 1948 году[5][11], по другим сведениям — в 1974 году[6][12]. Находится в Северном округе (завод лесного машиностроения).
- Биржевая ветка улица и Биржевая ветка 2-я улица. Находятся на левом берегу Северной Двины. Названы по железнодорожной ветке, пролегающей по одноимённому участку берега Двины, который был частью Экспортной дамбы, одного из шести районов Архангельского торгового порта.
- Близниной К. Н. улица. Прежнее название — Северная. Находится на Кегострове. Переименована в 1974 году[6] в честь подпольщицы Клавдии Николаевны Близниной (1877—1919), расстрелянной интервентами.
- Бобровский переулок. Находится в округе Варавино-Фактория. Назван в 1993 году[13] по имени поселка (ранее села) Боброво.
- Богового В. Г. улица. Находится в Северном округе (деревня Верхняя Повракула), напротив острова Большая Кошка. Названа в 1976 году[14] в ознаменование 80-летия со дня рождения В. Г. Богового (1896—1941), советского военного деятеля, уроженца Архангельской губернии, бывшего коменданта Архангельска.
- Большая Двинка улица. Бывшая деревня Ваганиха, переименована в 1980 году[15]. Находится в Маймаксанском округе при впадении реки Ваганихи в протоку Кузнечиха.
- Большая Юрасская улица. Бывшая деревня Юрас Большой, переименована в 1980 году[16]. Расположена в округе Варавино-Фактория. Деревня была названа по реке Юрас, которая начинается возле села Уйма и впадает в Кузнечиху.
- Большеземельская улица. Прежнее название — 3-я линия. Переименована в 1948 году[5], название связано с Большеземельской тундрой. Находится в Соломбальском округе, пролегает параллельно улице Арктической.
- Борисова улица, см. Художника Борисова улица.
- Боровая улица[5]. Прежнее название — 1-я линия. Переименована в 1948 году[5]. Находится в Маймаксанском округе (посёлок Совет).
- Боры улица. Переименованный в улицу (в 1980 году[15]) посёлок Боры. Находится в Цигломенском округе.
- Братская улица. Название дано в 1958 году, связано с близостью протоки Северной Двины Братиловки и селения Братиловского либо в честь Братской ГЭС (всесоюзной ударной стройки, находившейся в конце 1950-х годов в центре общественного внимания). Находится на острове Хабарка (Соломбальский округ).
- Будённого С. М. улица. Прежнее название — Комсомольская. Переименована в 1948 году[5][11] (по другим сведениям — в 1974 году[6][12]) в честь маршала С. М. Будённого. Вероятно, переименовывалась в 1957 году, а потом обратно. Находится в микрорайоне гидролизного завода (Маймаксанский округ). Пролегает параллельно улице Гидролизной.
- Бутыгинская улица. Названа по расположенному поблизости озеру Бутыгино. Расположена в микрорайоне «Лесозавод № 3» (округ Майская горка).

## В
- В. И. Ленина площадь. Находится в центре города (Октябрьский округ), создана на месте снесённых в ходе реконструкции старых зданий, служит парадным въездом со стороны Набережной Северной Двины на улицу Воскресенскую. Названа в честь В. И. Ленина в 1973 году[17]. Создатели архитектурного решения площади — архитекторы М. П. Бубнов, В. М. Кибирев, И. В. Семейкин, Е. Л. Иохелес, художник А. В. Васнецов и другие — были удостоены диплома первой степени и медали Союза архитекторов СССР.
- Вал улица. Находится в Соломбальском округе, пролегает от реки Соломбалка до протоки Кузнечиха. Отделяет часть Соломбалы под названием Кемский посёлок от бывших соломбальских деревень, вошедших в черту города.
- Валявкина улица. До 1920 г. — Соловецкий проспект (название связано с подворьем Соловецкого монастыря). Находится в Соломбале при въезде со стороны Кузнечевского моста. Ранее по улице были проложены трамвайные пути. Переименована в 1920 в честь подпольщика М. А. Валявкина (1894—1919), расстрелянного интервентами.
- Вельможного улица. Бывшая Октябрьская. Находится в микрорайоне гидролизного завода (Маймаксанский округ). Переименована в 1968 году[4] в честь матроса Архангельского флотского полуэкипажа А. И. Вельможного (?-1919), большевика, члена ЦК Ледфлота, расстрелянного интервентами.
- Вельская улица. Расположена в центре Ломоносовского округа параллельно Ленинградскому проспекту. Названа в 1869 году в честь города Вельск (райцентр Архангельской области).
- Взлётная улица. Находится в бывшей деревне Гневашево на Кегострове (Октябрьский округ). Название было дано в 1980 году[16] в связи с расположенным поблизости Кегостровским аэропортом.
- Водников переулок. Находится в центре Ломоносовского округа, пролегает от ул. Выучейского до ул. Р. Люксембург параллельно проспекту Обводный канал. Первоначально был проездом без названия.
- Водоёмная улица. Название дано в 1948 году[5][11], по другим сведениям — в 1958 году[12]. Находится в Цигломени, пролегает перпендикулярно улице Красина.
- Вологодская улица (прежние наименования: до 1869 — Приютная, до 1854 — Аптечная). Находится в центре Архангельска (Октябрьский округ), пролегает от Набережной Северной Двины до Кузнечёвского кладбища, между улицами Гайдара и Федота Шубина. Переименована в 1869 году в честь города Вологды.
- Володарского улица (прежние названия: Театральная, Горихвостовая, Училищная). Одно из прежних названий связано с расположенным поблизости зданием городского театра (до 1928). Переименована в 1920 году в честь члена Президиума ВЦИК М. М. Володарского (1891—1918), который в 1911-14 гг. отбывал ссылку в Архангельской губернии. Улица расположена в центре (Ломоносовский округ) между улицами Поморской и Серафимовича.
- Воронина В. И. улица. Находится в округе Варавино-Фактория. Пролегает от ул. Дачной до ул. Почтовый тракт. Название получила в 1966 году[18] в честь полярного капитана В. И. Воронина (1890—1952).
- Воскресенская улица (с 1920 по 1993 годы — улица Энгельса). Центральная поперечная улица Архангельска, пролегает от набережной Северной Двины до железнодорожного вокзала, находится в Октябрьском и Ломоносовском округах. Название — от Воскресенской церкви, сооруженной по указу Петра I и снесённой в 1936 году. Историческое название улицы восстановлено в 1993 году[19].
- Восточная улица. Находится в восточной части Соломбалы, что и отражено в названии. Бывшая 3-я линия в Соломбальском округе (во 2-й Соломбальской деревне), пролегает параллельно ул. Соломбальской. Переименована в 1948 году[5], чтобы избежать дублирования названий.
- Восьмое Марта улица (также 8-е Марта, 8-го Марта). Расположена в Соломбальском округе на о. Хабарка. Названа в честь Международного женского дня.
- Восьмой переулок (также 8-й переулок). Находится в Северной Маймаксе, расположен параллельно ул. Победы.
- Восьмой проезд (Кузнечёвский промузел). Находится в Октябрьском округе.
- Второй проезд (Кузнечёвский промузел). Находится в Октябрьском округе.
- Второй Рабочий квартал. Бывший Второй рабочий поселок в Цигломени. Переименован в улицу в 1980 году[20]
- Выборнова проезд (прежние названия: Народная, Зырянская, Шестая улица). Переименована в 1983 году[3] в честь С. П. Выборнова (1935—1982), сотрудника милиции, погибшего при исполнении служебных обязанностей. Пролегает параллельно улице Гагарина, соединяя набережную Северной Двины с Троицким проспектом.
- Выучейского улица (прежние названия: Печорская, Сенная, Стукачёвская). Находится в центре города, соединяя площади Профсоюзов и Дружбы народов. Переименована в 1968 году[4] в честь И. П. Выучейского (1901—1936), члена ВЦИК, ненецкого общественного и государственного деятеля. Прежние названия связаны с именем купца Стукачёва, чей дом находился в начале улицы, с Сенным рынком и с рекой Печорой.
- Вычегодская улица. Расположена в микрорайоне Исакогорской лесобазы. Название получила в 1968 году[4] в честь реки Вычегда. В 1983 году на эту улицу переписаны дома, стоявшие ранее на упразднённой ул. Пожарной.

## Г
- Г. Иванова улица
- Г. Седова набережная
- Гагарина улица
- Гайдара улица
- П. Галушина улица
- Гвардейская улица[5]
- Геологическая улица
- Герцена улица
- Гидролизная улица
- Гоголя улица
- Горная улица
- Горького улица
- Гостинодворский переулок
- Гражданская улица
- Гренландская улица
- Грина улица[21] — названа в честь писателя Александра Грина.
- Гуляева улица

## Д
- Дальняя улица
- Дачная улица
- Двадцать третьей Гвардейской Дивизии улица
- Двинка Б. улица
- Двинской переулок
- Двинской поселок улица
- Дежневцев улица
- Декабристов улица
- Деповская улица
- Депутатская улица
- Деревообделочников улица
- Дзержинского проспект
- Динамо улица
- Добролюбова улица
- Доковская улица
- Донская улица
- Дорожная улица
- Дорожников улица
- Дрейера улица
- Дружбы улица
- Дружбы народов площадь

## Е
- Емельяна Пугачева улица
- Емецкая улица

## Ж
- Жосу улица
- Железнодорожная улица

## З
- Заводская улица
- Заводская улица
- Загородная улица
- Закемовского улица
- Закрытая улица
- Заливная улица
- Западная улица
- Заречная улица
- Заря улица — на ней находятся все дома бывшей деревни Заря, присоединённой к Архангельску.
- Зелёная улица
- Зеленолугская улица
- Зеньковича улица
- Зимняя улица

## И
- Ивана Рябова улица — названа в честь Ивана Рябова (Седунова), поморского кормщика, который 5 июля 1701 г. вывел шведские военные корабли на мель перед пушками Новодвинской крепости.
- Ижемская улица
- Ильича улица
- Индустриальная улица
- Инессы Арманд улица, бывшая Первомайская (Маймаксанский округ). Переименована в 1974 году[6] по случаю столетия со дня рождения Инессы Арманд (1874—1920), большевички, отбывавшей ссылку в Архангельской губернии.
- Иоанна Кронштадского улица
- Исток улица

## К
К. С. Бадигина проезд. Выделен в 1984 году из проспекта Советских космонавтов; пролегает от проспекта Обводный канал по направлению к проспекту Дзержинского. Назван в честь полярного капитана, Героя Советского Союза К. С. Бадигина (1910—1984).
- Карла Либкнехта улица
- Карла Маркса улица
- Катунина улица
- КЛДК улица
- Каботажная улица
- Калинина улица
- Капитальная улица
- Капитана Кононова улица
- Капитана Хромцова улица
- Караванная улица[5]
- Карельская улица
- Карпогорская улица
- Карская улица
- Касаткиной улица
- Катарина улица
- Квартальная улица
- Кегостров поселок улица
- Кегостровская улица
- Кедрова улица
- Кемская улица
- Кирова улица
- Кировская улица
- Кирпичная улица
- Кирпичный з-д улица
- Клепача улица
- Колхозная улица
- Кольская улица
- Кольцевая улица
- Комарова улица
- Комбинатовская улица
- Коммунальная улица
- Комсомольская улица
- Конечная улица
- Конзихинская улица
- Кононова улица
- Кооперативная улица
- Копылова улица
- Корабельная улица
- Короткая улица
- Корпусная улица
- Котласская улица
- Котовского улица[5]
- Кочуринская улица
- Красина улица
- Красная улица
- Красноармейская улица
- Красной Звезды улица
- Красносельская улица
- Краснофлотская улица
- Краснофлотский переулок
- Красный переулок
- Красных Маршалов улица
- Красных Партизан улица
- Кривоборская улица
- Кривяк улица
- Крупской улица
- Кузнечевская улица
- Кузнечевский Промузел улица
- Кузнечная улица
- Кузьмина улица
- Куйбышева улица
- Культуры улица
- Кутузова улица
- Кучина улица

## Л
- Льва Толстого улица
- Л/Б19 2-й переулок
- Ладожская улица
- Ларионова улица
- Лахтинское шоссе
- Леваневского улица
- Левачева улица
- Левобережная улица
- Ленина улица
- 1-й Ленинградский переулок
- 2-й Ленинградский переулок
- Ленинградский проспект
- Ленинская улица
- Лермонтова улица
- Лесная улица
- Лесозаводская улица
- Лесопильщиков улица
- Лесотехническая улица
- Лесоэкспортная улица
- Линейная улица
- Литейная улица
- Литерная улица
- Логинова улица
- Лодемская улица
- Лодочная улица
- Локомотивная улица[5] (Исакогорка)
- Ломоносова проспект
- Лочехина улица
- Луганская улица
- Луговая улица
- Лучевая улица

## М
- М. Новова улица
- Магистральная улица[5] (Исакогорка)
- Маймаксанская улица
- Маймаксанское шоссе
- Майская улица
- Майская Горка улица
- Малая улица
- Малиновского улица
- Малоникольская улица
- Малоюросская улица
- Маслова улица
- Матросова улица
- Машиностроителей улица
- Маяковского улица
- Междуречье улица
- Мезенская улица
- Менделеева улица
- Металлистов улица
- Метеостанция улица
- Механизаторов улица
- Механическая улица
- Мещерского улица — названа в честь И. В. Мещерского (1859—1935), основоположника механики тел переменной массы, уроженца Архангельска.
- Минская улица
- Мира улица
- Мира площадь
- Мирная улица
- Михайловой улица
- Мичурина улица
- Молодёжная улица
- Мореплавателей улица
- Морская улица
- Моряка улица
- Московский проспект
- Мостовая улица
- Мостостроителей улица
- Мудьюгская улица
- Мурманская улица
- Муромская улица
- Мусинского улица

## Н
- Набережная улица
- Нагорная улица
- Нахимова улица (также: Адмирала Нахимова). Находится на Бакарице (Исакогорский округ). Названа в 1950-х годах по случаю 100-летия Крымской войны в честь русского флотоводца П. С. Нахимова (1802—1855).
- Некрасова улица
- Немецкий берег (старое название Набережной Северной Двины в районе яхт-клуба)
- Никитова улица
- Никольский проспект
- Новая улица
- Новгородский проспект
- Новодвинская улица
- Новоземельская улица
- Новоквартальная улица
- Новый проспект
- Петра Норицына улица

## О
- Обводный Канал проспект
- Объездная улица
- Овощная улица
- Огородная улица
- Озерная улица
- Окружное шоссе
- Октябрьская улица
- Октябрьская улица в Соломбале — переименована в улицу Александра Петрова.
- Октябрьская улица на Кегострове — переименована в улицу Антикайнена.
- Октябрьская улица — переименована в улицу Вельможного.
- Октябрят улица
- Онежская улица
- Орджоникидзе улица
- Островная улица
- Островского улица
- Охотная улица

## П
- Павлина Виноградова площадь
- Павла Орлова улица
- Павла Усова улица
- Папанина улица
- Папанинцев улица
- Парижской Коммуны улица
- Парковая улица
- Партизанская улица
- Пахтусова улица
- Первомайская улица
- Первый Рабочий квартал. Бывший Первый рабочий посёлок в Цигломени. Переименован в улицу в 1980 году[20].
- Переездная улица
- Пертоминский переулок
- Песочная улица
- Песчаная улица
- Петрозаводская улица
- Петрова Александра улица, см. Александра Петрова улица.
- Пинежская улица
- Пионерская улица
- Пионерский переулок
- Пирсовая улица
- Плембаза улица
- Племсовхоз Двинский улица
- Победы улица[5]
- Побережная улица
- Повракула Нижняя улица
- Повракульская улица
- Повракульская Нижняя улица
- Пограничная улица
- Подстанция 5-я улица
- Полевая улица
- Полины Осипенко улица
- Полюсная улица
- Полярная улица
- Полярной Звезды улица
- Полярный переулок
- Поморская улица
- Попова улица
- Портовая улица
- Портовиков улица
- Поселковая улица
- Постышева улица
- Почтовая улица
- Почтовый тракт улица
- Правды улица (носила имена: Театральная, Оперная, Хлебная, Шенкурская, Диатоловича. Ныне — Иоанна Кронштадтского).
- Прибрежная улица
- Привокзальная улица[5] (Исакогорка)
- Пригородная улица
- Придорожная улица
- Приморская улица
- Приорова проезд — названа в честь крупного учёного-медика и общественного деятеля Н. Н. Приорова, уроженца с. Шенкурск Архангельской обл.
- Приречная улица
- Причальная улица
- Причальная улица
- Приютский переулок
- Проезжая улица
- Производственная улица
- Прокашева улица
- Пугачева улица
- Пустозерская улица
- Пустошного улица
- Путейцев улица
- Пушкина улица
- Пушкинская улица

## Р
- Рабочая улица
- Рамщиков улица
- Революции улица
- Рейдовая улица
- Реки Повракулки набережная
- Репина улица
- Республиканская улица
- Реушеньгская улица — на ней находятся все дома бывших деревень Минино, Реушеньга и Всеколес Соломбальского района, присоединённых к Архангельску.
- Речная улица
- Речников улица
- Речной переулок
- Речной 2-й переулок
- Родионова улица
- Розинга улица
- Розмыслова улица
- Розы Люксембург улица
- Розы Шаниной улица
- Романа Куликова улица
- Российская улица
- Русанова улица
- Рыбацкая улица

## С
- Садовая улица (прежнее название — улица Ванеева)
- Садовая Полянка улица
- Садовый переулок
- Сальный берег (старое название Набережной Северной Двины в районе яхт-клуба и Успенского храма в 1625 году)
- Самойло улица
- Светлая улица
- Свечной переулок
- Свободы улица
- Связистов улица
- Северной Двины набережная
- Северный проспект
- Северных конвоев улица
- Северодвинская улица
- Северодвинская ветка 2 км
- Севстрой улица
- Серафимовича улица
- Серова улица
- Сибирская улица
- Сибирская 1-й проезд
- Сибирякова улица
- Сибиряковцев улица
- Сиборская 2-й проезд
- Сиговец улица
- Силикатчиков улица
- Складина улица
- Складская улица
- Смолокурова улица
- Смольная Биржа улица
- Смольный Буян улица
- Снежная улица
- Советская улица
- Советских Космонавтов проспект
- Совхозная улица
- Сокольская улица
- Сокольский 1-й переулок
- Сокольский 2-й переулок
- Соловецкая улица
- Соломбальская улица
- Сольвычегодская улица
- Сосновка улица
- Союзов улица
- Сплавная улица
- Спортивная улица
- Стадионная улица
- Станционная улица
- Старожаровихинская улица
- Староижемская улица — в эту улицу преобразована бывшая деревня Богословка, присоединённая к Архангельску.
- Стахановская улица
- Стивидорская улица
- Столбовая улица
- Стрелкова Петра улица[4]
- Стрелковая улица
- Стрелковая 1 Проезд улица
- Стрелковая 2 Проезд улица
- Стрелковая 3 Проезд улица
- Стрелковая 4 Проезд улица
- Стрелковая 5 Проезд улица
- Стрелковая 6 Проезд улица
- Стрелковая 7 Проезд улица
- Стрелковая 8 Проезд улица
- Строительная улица
- Суворова улица
- Судоремонтная улица
- Суздальцевой улица
- Сульфатная улица
- Сурповская улица
- Суфтина улица
- Суфтина 1 Проезд улица
- Суханова улица
- Сухонская улица

## Т
- Таёжная улица
- Таймырская улица
- Такелажная улица
- Талажская улица
- Талажское шоссе
- Танкистов улица[5]
- Тарасова улица
- Театральный переулок
- Тельмана улица
- Терехина улица
- Теснанова улица
- Тимме улица[4] — названа в честь Якова Тимме (1894—1922), латвийского революционера, одного из руководителей Архангельской большевистской организации в 1917—1922.
- Тимуровская улица
- Титова улица
- Тихая улица
- Торговая улица
- Торговый переулок
- Траловая улица
- Трамвайная улица
- Транспортная улица
- Трансформаторная улица
- Третий Л/З 26 переулок
- Троицкий проспект (прежние названия — проспект Павлина Виноградова, до этого Троицкий проспект, до 1854 года две части проспекта были улицами Купеческой и Дворянской).
- Трудовая улица
- Тупиковая улица[5] (Исакогорка)
- Турдеевская улица
- Тыко Вылки улица[4] — названа в честь ненецкого художника и общественного деятеля Тыко Вылки.
- Тяговая улица[5] (Исакогорка)

## У
- Ударников улица
- Уральская улица
- Урицкого улица
- Усть-Двинская улица
- Усть-Кривяк улица
- Устьянская улица
- Учительская улица

## Ф
- Фёдора Абрамова улица (также Абрамова улица) — названа в 1984 году[23] в честь писателя Фёдора Абрамова (1920—1983), уроженца Архангельской области. Находится в округе Майская горка.
- Федота Шубина улица — названа в честь скульптора Федота Шубина (1740—1805), родившегося в Архангелогородской губернии
- Фестивальная улица
- Физкультурников улица
- Физкультурный 1-й переулок
- Физкультурный 2-й переулок
- Фрезерная улица
- Фрунзе улица[5]

## Х
- Химиков улица
- Химпромкомбината улица
- Холмогорская улица

## Ц
- Цветная улица
- Целлюлозная улица
- Центральная улица
- Цигломенская улица
- Циолковского улица

## Ч
- Чапаева улица
- Челюскинцев улица
- Чёрная Курья — Октябрьский округ
- Четвёртая улица — Исакогорский округ
- Четвёртый проезд (Кузнечевский промузел)
- Чкалова улица
- Чумбарова-Лучинского проспект
- Чупрова улица

## Ш
- Шабалина улица
- Шенкурская улица
- Шестакова улица
- Шестидесятилетия Октября площадь — см. 60-летия Октября площадь
- Шестой проезд (Кузнечевский промузел) — Октябрьский округ
- Шилова улица
- Широкий переулок
- Школьная улица — Исакогорский округ
- Школьная улица — Маймаксанский округ
- Шкулёва улица[4] — названа в честь поэта Ф. С. Шкулёва (1868—1930).
- Шмидта улица
- Шоссейная улица
- Штурманская улица[5]
- Шубина улица — см. Федота Шубина улица.

## Э
- Энтузиастов улица

## Ю
- Юбилейная улица
- Южная улица
- Юнг ВМФ улица
- Юности улица
- Юрасская Б. улица

## Я
- Ягодная улица (Маймаксанский округ)
- Якорная улица (Соломбальский округ)
- Ярославская улица (Соломбальский округ)